# Rafael Rivelles
Pour les articles homonymes, voir Rivelles.

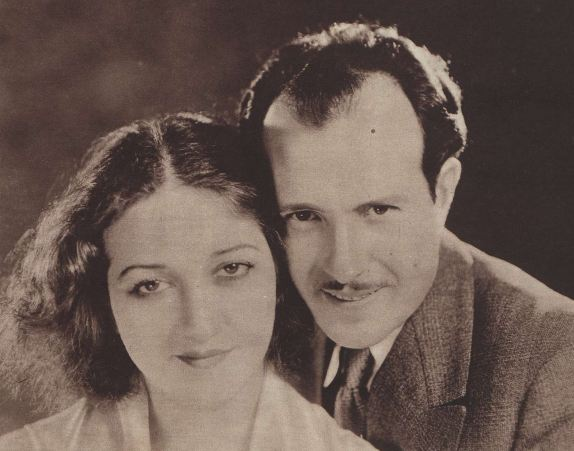
Rafael Rivelles avec María Fernanda Ladrón de Guevara

Rafael Rivelles, né le 23 décembre 1898 dans le quartier d'El Cabañal de Valence (Espagne) et décédé le 3 décembre 1971 à Madrid, est un acteur espagnol.

## Filmographie
- 1914 : Prueba trágica
- 1930 : El Embrujo de Sevilla
- 1931 : El Proceso de Mary Dugan
- 1931 : La Mujer X : Luis Floriot
- 1931 : ¿Conoces a tu mujer? : Robert Felton
- 1931 : Mamá : Santiago
- 1932 : El Hombre que se reía del amor
- 1932 : Niebla
- 1933 : El Café de la Marina : (version en castillan)
- 1936 : Nuestra Natacha : Lalo
- 1938 : Carmen, la de Triana
- 1939 : Frente de Madrid : Saverio
- 1940 : Il Peccato di Rogelia Sanchez : Don Fernando
- 1940 : Santa Rogelia
- 1942 : Capitán Tormenta : Lachinsky
- 1942 : Capitaine Tempête (Capitan Tempesta) : Lachinsky
- 1942 : Le Lion de Damas (Il leone di Damasco) de Corrado D'Errico et Enrico Guazzoni : Lachinsky
- 1942 : Goyescas
- 1944 : Lecciones de buen amor
- 1947 : Don Quijote de la Mancha : Don Quijote (Don Quixote)
- 1954 : Le Baiser de Judas (El beso de Judas) de Rafael Gil : Judas Iscariote
- 1954 : Murió hace quince años : Colonel Acuña
- 1955 : Marcelin, pain et vin (Marcelino, pan y vino) de Ladislas Vajda : le père supérieur
- 1960 : La Révolte des esclaves (La rivolta degli schiavi) de Nunzio Malasomma : Rutilius
- 1964 : El Señor de La Salle : Cardinal Noailles
- 1964 : Cyrano et d'Artagnan : Cardinal Duc de Richelieu
- 1966 : Le Greco de Luciano Salce : Marquis de Villena